# بط (جنس)
البط (الاسم العلمي Anas)، جنس طيور من رتبة الإوزيات والفصيلة البطية. أنواعه 31 وهناك أربع أنواع فُصلت وصُنفت جنس.